# Blinovo (Sochi)
Blinovo (del ruso: Блиново) es un microdistrito perteneciente al distrito de Ádler de la unidad municipal de la ciudad-balneario de Sochi del krai de Krasnodar del sur de Rusia.
Está situado en la zona noroccidental de las Tierras bajas de Imericia, sobre los montes que la separan del valle del río Mzymta a 3.5 km de la costa del mar Negro, al sureste de Ádler.
Las calles principales del microdistrito son la carretera federal Novorosíisk-Sujumi (M27), la calle Kaspískaya, y como centro del barrio, la calle Lésnaya.

## Historia
La historia de la localidad se inicia en la década de 1920 cuando una parte de los combatientes de la 2.ª división del 1.er Ejército de Caballería decidieron establecer una comuna tras su llegada a Ádler, que bautizaron en homenaje al fallecido comandante de la división Mijaíl Blinov. Más tarde, la comuna fue transformada en un koljós y en la década de 1960 era unido al sovjós Kalinin para formar el Sovjós de Frutas y Legumbres nº11. El sovjós sería posteriormente rebautizado como Vosjod y se desarrolló como un importante productor de hortalizas, tabaco y té.
En 1961 el asentamiento fue reorganizado administrativamente como un microdistrito de la ciudad de Sochi.

## Lugares de interés
En la parte superior del microdistrito se halla el bosque de Blínovo, un bosque de hayas junto a dos pequeños lagos, con una amplia muestra de la flora del mar Negro, especial por su localización, que es objeto de un proyecto de protección y sendero ecológico por los alumnos de la escuela de la localidad.
En la localidad se halla la Iglesia de Santa María Magdalena

## Educación
En la localidad se halla la escuela nº28, que acoge a más de mil estudiantes. Junto a la escuela se halla el museo conmemorativo de la guerra civil.